# Пам'ятники Лохвиці
У сучасній Лохвиці (районний центр Полтавської області) встановлено доволі значне (як на місто такої величини) число пам'ятників, пам'ятних знаків та скульптур.

## Загальна інформація
Пам'ятники в Лохвиці почали встановлювати від початку ХХ століття, зокрема найпершим лохвицьким пам'ятником традиційно вважається пам'ятник Григорію Сковороді (1922) роботи видатного українського скульптора Івана Кавалерідзе.
У повоєнний (після Другої Світової війни) у місті було встановлено цілу низку пам'ятників і пам'ятних знаків, серед яких особливо вирізняються меморіал і пам'ятні знаки на тему ДСВ, монумент Архипу Тесленку (1974) біля районного будинку культури, пам'ятник Леніну (1989).
Вже за часів незалежності України (від 1991 року) в Лохвиці також з'явився ряд пам'ятників і пам'ятних знаків, зокрема пам'ятник Воїнам-«афганцям», Алея-галерея портретів-погрудь «Герої Лохвиччини», пам'ятний знак козакам Лохвицької сотні.
Попри невеликий розмір міста, Лохвиця за прикладом столиці і великих українських міст, переважно облцентрів, може похвалитися оригінальним пам'ятником, встановленим коштом місцевої меценатки (власниця кафе «Чайка» Ольга Лисак), — пам'ятний знак у вигляді корабля на постаменті на честь Олександра Марінеска (2007).
Також у 2009 році біля Лохвицької Районної Державної Адміністрації, було встановлено пам'ятник Тарасу Григоровичу Шевченку.

## Пам'ятники
| Назва                                                                                 | Рік встановлення | Розташування                                                            | Фото | Короткі відомості |
| «Вічна слава борцям, загиблим в боротьбі з німецько-фашистськими окупантами», обеліск |                  | у сосновому парку                                                       |      | Обеліск на честь радянських воїнів-визволителів створили скульптор Шапран і архітектор П. Говдя. |
| Воїнам-«афганцям», пам'ятний знак                                                     |                  |                                                                         |      | |
| Воїнам-визволителям 309-ї стрілецької дивізії, пам'ятний знак                         | 1975             | на вулиці Шевченка                                                      |      | Пам'ятний знак воїнам-визволителям 309-ї стрілецької дивізії споруджено 1975 року, реставровано 1989 року. |
| Городовенка Нестора, бюст                                                             |                  | на Алеї «Герої Лохвиччини»                                              |      | |
| Дунаєвського Ісаака, бюст                                                             |                  | на Алеї «Герої Лохвиччини»                                              |      | |
| Жертвам Голодомору і політичних репресій, пам'ятний знак                              | 2009             | у парку на вулиці Героїв України                                        |      | Встановлено 6 листопада 2009 року (напередодні відзначення чергової річниці Жовтневого перевороту) коштом місцевих активістів ВО «Свобода» та українськими патріотами. На жаль, навесні 2010 року пам'ятник був спаплюжений — у нього викрали одну з деталей, а са́ме невідомі зловмисники поцупили гіпсову фігуру янгола. |
| Землякам, полеглим на фронтах німецько-радянської війни, меморіал                     | 1967             | на Майдані Перемоги                                                     |      | Меморіал Землякам, полеглим на фронтах німецько-радянської війни, відкрили 1967 року. Автори — Я. Й. Рик та Н. Г. Клейн. Перед скорботною фігурою солдата палає вічний вогонь, праворуч від якого — стела з викарбуваними іменами загиблих у ДСВ. |
| Козакам Лохвицької сотні, пам'ятний знак                                              | 2009             |                                                                         |      | Пам'ятний знак Козакам Лохвицької сотні було відкрито 2009 року. |
| «Комсомольцям 20-х Комсомольці 60-х»                                                  | 1968             | у сосновому парку                                                       |      | Пам'ятник комсомольцям 20-х рр. було відкрито 1968 року. Автори пам'ятника — скульптор Ю. П. Вар'янський і архітектор Куприн. |
| партизанському загону «Сокіл»                                                         | 2009             | у сосновому парку                                                       |      | Пам'ятний знак відкрито 8 травня 2009 року (на День Перемоги). |
| Пивоварова Григорія, бюст                                                             |                  | на Алеї «Герої Лохвиччини»                                              |      | |
| Подвигу Олександра Марінеска, пам'ятний знак                                          | 2007             | біля кафе «Чайка»                                                       |      | Пам'ятний знак подвигу командира підводного човна, уродженця Лохвиці Олександра Марінеска було встановлено 2007 року. Автор — місцевий скульптор Віктор Хоменко. Пам'ятний знак являє собою копію вітрильника з бетону на основі цементу, вкриту білою водоемульсійною фарбою, встановлену на 2-метровому постаменті, внизу збоку прилаштовано меморіальну табличку. Пам'ятник встановлено цілковито коштом лохвицької підприємиці-власниці кафе «Чайка» Ольги Лисак, в тому числі і з рекламною метою — для приваблення клієнтів до свого кафе, і лише́ виготовлення скульптури корабля обійшлося в 5 тис. грн.. Пам'ятник піддавався нападам вандалів, і, на жаль, є вразливим до руйнування через низьку якість матеріалу, з якого виготовлений. |
| Сковороді Григорію                                                                    | 1922, 1972       | у сквері біля будівлі Лохвицького медичного училища (вул. Шевченка, 27) |      | Пам'ятник українському мандрівному філософу та поетові Г. С. Сковороді було встановлено 1922 року на честь 200-ліття від дня його народження, а на честь 250-літньої річниці Сковороди (1972) пам'ятник було реконструйовано. Автор пам'ятника — видатний український скульптор І. П. Кавалерідзе. |
| Тесленку Архипу                                                                       | 1974             | перед районним Будинком культури (вул. Перемоги, 2)                     |      | Пам'ятник українському письменнику А. Ю. Тесленку було відкрито 1974 року. Автори пам'ятника — скульптор І. А. Коломієць і архітектор А. Д. Корнєєв. |
| Шевченку Тарасу                                                                       | 2009             | перед будівлею Лохвицької райдержадміністрації (вул. Перемоги, 1)       |      | Пам'ятник великому українському поету та мислителю Тарасові Шевченку було відкрито 4 грудня 2009 року. Погруддя Шевченка було встановлено і відкрито за сприяння Лохвицької районної організації ВО «Свобода», очільник якої адвокат Олександр Панченко зібрав відповідні кошти, доклав до них свої особисті гроші та привіз до містечка погруддя поета. |

## Колишні пам'ятники
| Назва             | Дата встановлення | Дата знесення  | Розташування                                      | Фото | Короткі відомості |
| Леніну Володимиру | 1989              | 23 лютого 2014 | біля входу в старий парк на вулиці Котляревського |      | Пам'ятник першому керівнику СРСР, революційному, партійному і державному діячеві Леніну було встановлено 1989 року. Автори — скульптор В. Рябчук і архітектор М. М. Пивоваров. |

## Виноски
1. ↑  От Лохвицы до Пирятина. Путешествие третье // Гладыш К. В. Архитектура и памятники Полтавщины. Путеводитель., Харків: «Прапор», 1982, стор. 61—62 (рос.)
2. ↑  У Лохвиці «свободівці» встановили пам'ятний знак жертвам Голодомору [Архівовано 8 квітня 2010 у Wayback Machine.] // інф. за 8 листопада 2009 року на Офіційна вебсторінка  ВО «Свобода» [Архівовано 30 червня 2012 у Wayback Machine.]
3. ↑  Неїжмак Василь Янгол відлетів…. У Лохвиці вандали понівечили пам'ятний знак жертвам Голодомору та політичних репресій [Архівовано 10 червня 2015 у Wayback Machine.] // «Україна Молода» № 082 за 7 травня 2010 року
4. ↑  Місто Лохвиця (Полтавська область)[недоступне посилання з липня 2019] на www.auc.org.ua (сайт Асоціації міст України) [Архівовано 8 вересня 2008 у Wayback Machine.]
5. ↑  Ольга Лисак поставила пам'ятник особистому ворогові Гітлера [Архівовано 14 червня 2016 у Wayback Machine.] на www.studclub.poltava.ua («СтудКлуб» — Полтавський студентський інформаційний портал) [Архівовано 14 листопада 2009 у Wayback Machine.]
6. ↑  У Лохвиці урочисто відкрито погруддя Тарасові Шевченку [Архівовано 5 березня 2016 у Wayback Machine.] на ezheliy.ucoz.ua («Віртуальна газета міста Лохвиці») [Архівовано 12 березня 2010 у Wayback Machine.]
7. ↑  Зашморг на Леніна. Лохвиця 23.02.2014. YouTube. uaKamera. 23 лютого 2014. Архів оригіналу за 2 квітня 2015. Процитовано 9 червня 2021.